# Цзинъюань (Нинся)
Цзинъюа́нь (кит. упр. 泾源, пиньинь Jīngyuán, буквально: «исток реки Цзинхэ») — уезд городского округа Гуюань Нинся-Хуэйского автономного района (КНР).

## История
Ещё в эпоху Воюющих царств эти земли вошли в состав царства Цинь, и в IV в. до н. э. был создан уезд Уши (乌氏县).
При империи Западная Цзинь на этих землях был создан уезд Дулу (都卢县), а при империи Восточная Цзинь — уезд Цзинъян (泾阳县).
При империи Суй в этих местах был создан уезд Хуатин (华亭县), а при империи Сун к нему добавился уезд Аньхуа (安化县). После того, как чжурчжэни включили эти места в состав империи Цзинь, в 1167 году уезд Аньхуа был переименован в Хуапин (化平县). После монгольского завоевания уезд Хуапин был присоединён к уезду Хуатин.
При империи Цин в 1871 году после подавления крупного мусульманского восстания на стыке уездов Пинлян, Хуатин, Лундэ и земель напрямую подчинённых властям области Гуюань был создан Хуапинский непосредственно управляемый комиссариат (化平直隶厅), подчинённый Пинлянской управе (平凉府) провинции Шэньси. После Синьхайской революции в Китае была проведена реформа административного деления, и в 1913 году Хуапинский непосредственно управляемый комиссариат был преобразован в уезд Хуапин провинции Ганьсу.
В 1949 году был образован Специальный район Пинлян (平凉专区) провинции Ганьсу, и уезд вошёл в его состав. В 1950 году уезд Хуапин был переименован в Цзинъюань. В 1953 году уезд Цзинъюань был переименован в Цзинъюань-Хуэйский автономный район (泾源回族自治区). В 1955 году Цзинъюань-Хуэйский автономный район был переименован в Цзинъюань-Хуэйский автономный уезд (泾源回族自治县).
В 1958 году был создан Нинся-Хуэйский автономный район. Цзинъюань-Хуэйский автономный уезд, вновь переименованный в уезд Цзинъюань, вошёл в состав Специального района Гуюань (固原专区) Нинся-Хуэйского автономного района. В 1970 году специальный район Гуюань был переименован в Округ Гуюань (固原地区).
Постановлением Госсовета КНР от 7 июля 2001 года были расформированы округ Гуюань и уезд Гуюань, и образован городской округ Гуюань.

## Административное деление
Уезд делится на 3 посёлка и 4 волости.